# یواس‌اس انگلند (دی‌ال‌جی-۲۲)
یواس‌اس انگلند (دی‌ال‌جی-۲۲) (به انگلیسی: USS England (DLG-22)) یک کشتی بود که طول آن ۵۳۳ فوت (۱۶۲ متر) بود. این کشتی در سال ۱۹۶۲ ساخته شد.